# Santa Rita, Campeche
Santa Rita är en ort i Mexiko.   Den ligger i kommunen Carmen och delstaten Campeche, i den sydöstra delen av landet, 800 km öster om huvudstaden Mexico City. Antalet invånare är 253.
Terrängen runt Santa Rita är mycket platt. Runt Santa Rita är det glesbefolkat, med 11 invånare per kvadratkilometer. Närmaste större samhälle är Juan de la Cabada Vera, 12,3 km öster om Santa Rita. Trakten runt Santa Rita består till största delen av jordbruksmark.